# Saint-Julien-du-Terroux

Saint-Julien-du-Terroux este o comună în departamentul Mayenne, Franța. În 2009 avea o populație de 268 de locuitori.